# 53-й батальйон шуцманшафту
53-й батальйон шуцманшафта (нім. 53. Batalion Schutzmannschaft / Schutzmannschafts Bataillon 53 / Ukrainian Schuma ) — охоронний підрозділ німецької допоміжної охоронної поліції (нім. Schutzpolizei ), сформований із радянських військовополонених — етнічних українців у серпні 1942 року в Могильові.
Вищий керівник СС та поліції «Росія-Центр», групенфюрер СС, генерал-лейтенант поліції Еріх фон дем Бах-Зелевський 23 липня 1942 звернувся до генерала Шенкендорфа з проханням про виділення йому до 1000 осіб з числа військовополонених. Це прохання було задоволене, і восени у Могильові розпочалося формування 53-го, 54-го, 55-го та 56-го українських шуцманшафт-батальйонів. 
53-й батальйон шуцманшафту було сформовано у серпні 1942 року. Особовий склад налічував 331 особу, включаючи 12 німецьких офіцерів.
До функцій підрозділу входила охорона військових об'єктів. Основне місце дислокації – військове містечко Пашково під Могильовом. На початку 1943 група службовців батальйону встановила зв'язок з радянськими партизанами. Було досягнуто домовленості про спільний розгром гарнізону та перехід у партизани. У ніч на 11 лютого 1943 року партизанським загоном № 130 та службовцями 53-го охоронного батальйону було вбито німецьких офіцерів, і 180 осіб особового складу (усі, хто не знаходився на той момент у відрядженнях) перейшли до партизанів. Основну роль в організації бунту та переходу відіграли заступник командира батальйону Сікорський, а також його службовці Білокуров та Глінкін (останні згодом стали відповідно помічником начальника штабу з розвідки та помічником командира полку за стройовою частиною у 121-му). партизанському полку). 